# Девиль, Александра
Алекса́ндра Деви́ль (Александра Петровна Кравченко, укр. Олександра Петрівна Кравченко; 1951—2012) — украинская писательница, автор историко-приключенческих, социально-психологических, детективных и любовных романов, а также стихотворений и новелл.

## Биография
Окончила школу с золотой медалью и с отличием Днепропетровский металлургический институт. Работала в научно-исследовательском институте чёрной металлургии и Министерстве чёрной металлургии Украины в управлении энергетических служб, где занималась вопросами энергосбережения.
Публиковать в периодике новеллы и стихотворения начала с 1986 года. Первая книга вышла из печати в 1998 году, с тех пор (по 2013 год) опубликовано почти 30 сольных книг, а также произведения Александры Кравченко вошли в книги «Шлях у три покоління: Антологія прози Придніпровۥя» (2005, Днепропетровск), «Рідне місто моє» (2006, Днепропетровск), «Люди і долі» (2008, Днепропетровск), «Сяєво жар-птиці: Антологія літератури для дітей та юнацтва Придніпровۥя» (2009, Днепропетровск), сборник «Книжкова веселка: Дитячі письменники рідного краю» (2009, Днепропетровск) и звучат в аудиокниге «Письменники Дніпропетровщини — шкільним бібліотекам» (2012, Днепропетровск).
С 2001 года Александра Кравченко (Девиль) — член Национального Союза писателей Украины. Со временем увлечение литературой и историей превратилось для неё во вторую профессию.

## Награды
- лауреат литературной премии им. Валерьяна Пидмогильного
- премия Днепропетровской областной организации ветеранов Украины за книги "Приговор из прошлого" и "Фатальный ливень"
- почетный диплом Международного Совета по книгам для детей и юношества (IBBY) за книгу "Амазонки Днепра"
- дипломант регионального конкурса "Вдохновенный дуэт Приднепровья" (2008 г., её стихотворение "Амазонка Днепра" положено на музыку членом Ассоциации композиторов Днепропетровского отделения Национального музыкального союза Еленой Швец-Васиной)
- дипломы Днепропетровской облгосадминистрации за участие в жюри фестиваля "Чарівна книжка" и работу с талантливой молодежью[1].

## Книги
- Тайна преображения (недоступная ссылка) (Днепропетровск, "Гамалия", 1998)
- Фиалковый цвет мести (недоступная ссылка) (Днепропетровск, "Гамалия", 1998)
- Муж во временное пользование (недоступная ссылка) (Москва, "ЭКСМО-Пресс", 2000)
- Киевская невеста (недоступная ссылка) (Днепропетрвоск, "УкО ІМА-прес", 2000)
- Дарю вечную молодость (недоступная ссылка) (Москва, "ЭКСМО-Пресс", 2001)
- Фиалковый цвет мести (недоступная ссылка) (Донецк, "Донеччина", 2003)
- Тайна преображения (недоступная ссылка) (Донецк, "Донеччина", 2003)
- Суженый Марии (недоступная ссылка) (Донецк, "Донеччина", 2003)
- Изумрудное сердце (недоступная ссылка) (Донецк, "Донеччина", 2003)
- Опасное наследство (недоступная ссылка) (Донецк, "Донеччина", 2003)
- Киевская невеста (недоступная ссылка) (Донецк, "Донеччина", 2003)
- Приговор из прошлого (недоступная ссылка) (Донецк, "Донеччина", 2003)
- Озеро страха (недоступная ссылка) (Донецк, "Донеччина", 2003)
- Мария. Пороги любви и Днепра (недоступная ссылка) (Днепропетровск, "Днепрокнига", 2004)
- Анна. Пороги любви и Днепра (недоступная ссылка) (Днепропетровск, "Днепрокнига", 2004)
- Фатальный ливень (недоступная ссылка) (Донецк, "Донеччина", 2005)
- Кольцо Надежды (недоступная ссылка) (Донецк, "Донеччина", 2006)
- Амазонки Дніпра (недоступная ссылка) (Днепропетровск, "Днепрокнига", 2006)
- Изумрудное сердце (недоступная ссылка) (Харьков-Белгород, "Клуб Семейного Досуга", 2008)
- Перстень Дарины (недоступная ссылка) (Харьков-Белгород, "Клуб Семейного Досуга", 2008)
- Мечтать не вредно (недоступная ссылка) (Донецк, "Донеччина", 2008)
- Суженый Марии (недоступная ссылка) (Харьков-Белгород, "Клуб Семейного Досуга", 2009)
- Оберег волхвов (недоступная ссылка) (Харьков-Белгород, "Клуб Семейного Досуга", 2009)
- Чужой клад (недоступная ссылка) (Харьков-Белгород, "Клуб Семейного Досуга", 2010)
- Королева Таврики (Харьков-Белгород, "Клуб Семейного Досуга", 2011)
- Письмо Софии (недоступная ссылка) (Харьков-Белгород, "Клуб Семейного Досуга", 2012)
- Корсары Таврики (Харьков-Белгород, "Клуб Семейного Досуга", 2013)